# Giardino della Gherardesca
Il giardino della Gherardesca si trova a Firenze, tra via Gino Capponi, via Giuseppe Giusti, Borgo Pinti (dove si accede al palazzo Della Gherardesca) e il viale Giacomo Matteotti, con l'entrata principale sul piazzale Donatello. Il giardino è il più grande giardino privato nel centro storico della città.

## Storia

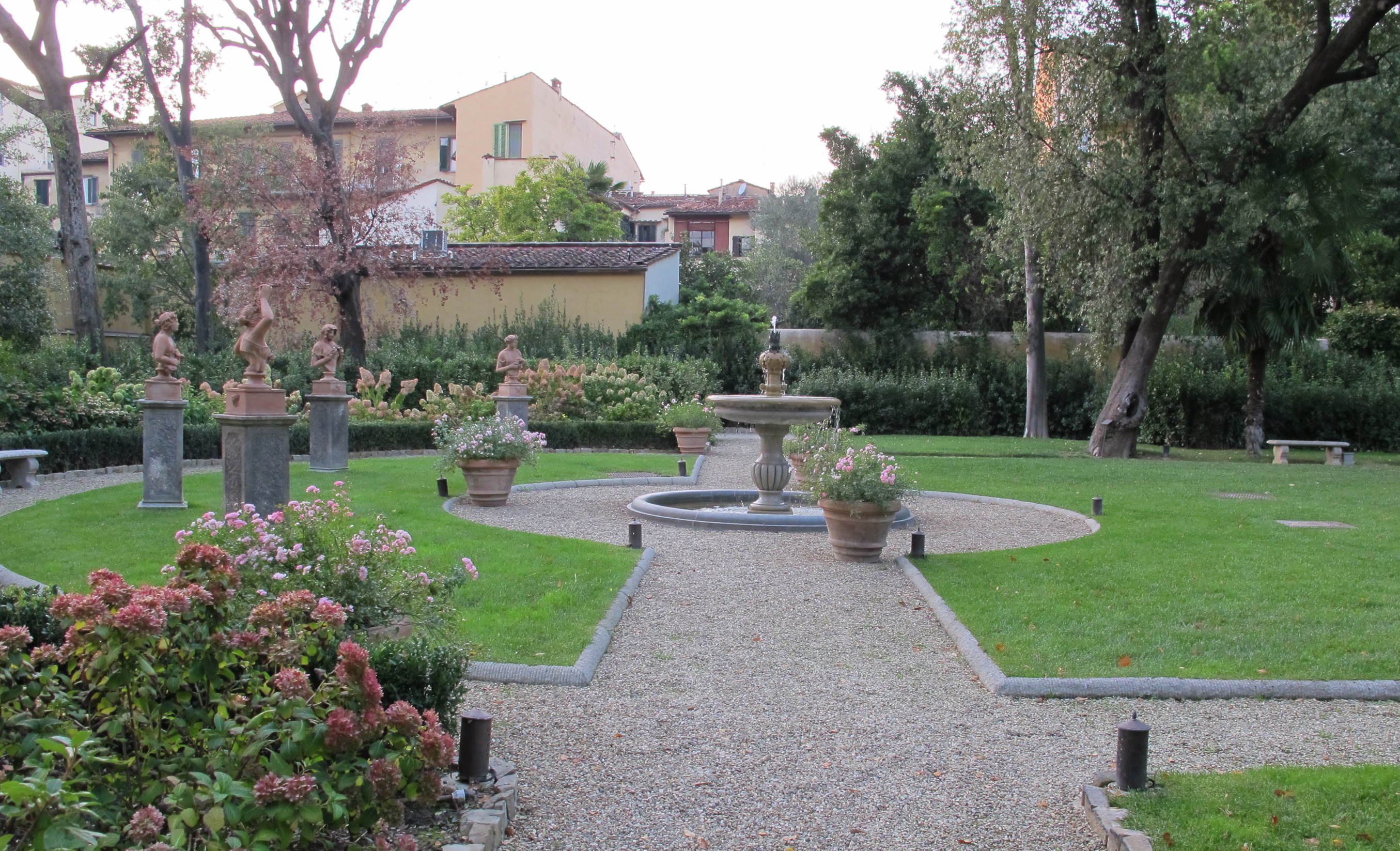
Rotonda con sculture nel giardino della Capponcina

Appartenuto a frate Durante Chiermontesi, conteneva ben 3.488 piante esotiche, aranci e limoni. La straordinaria raccolta era però frutto di guadagni illeciti, poiché il frate era deputato alla vendita del sale ed era solito usare uno staio con una doga in meno, facendo pagare una quantità maggiore di quello che rifilava ai consumatori. Una volta scoperta la truffa il frate venne condannato e dopo la sua morte il giardino venne distrutto.
Più tardi il giardino divenne pertinenza del palazzo di Bartolomeo Scala. Dalle descrizioni e disegni d'epoca si inferisce che il giardino aveva un impianto classico, con un orto, un vivaio e una ragnaia (cioè un boschetto con reti stese per la cattura dei piccoli volatili), quest'ultima di proprietà dell'Arte della Lana, che la vendette ai della Gherardesca.
Nel Settecento, dopo il termine dei lavori alla villa si iniziò a interessarsi anche allo spazio esterno, eliminando la partitura geometrica all'italiana (ne venne lasciata solo una piccola porzione sul lato verso Borgo Pinti) si procedette a realizzare un giardino all'inglese, con vialetti, cespugli, alberi piantati a gruppi senza schema, una vasca-laghetto, due collinette e tre piccoli edifici decorativi e ricreativi: una Kaffeehaus, un tempietto ionico e un tepidarium.
Dietro la cancellata monumentale del Poggi, tra due corpi di edifici, si apre una graziosa fontana con putto sullo sfondo di una collinetta alberata.
Questo giardino era noto per le rarità botaniche, come i primi mandarini coltivati a Firenze e alcuni alberi pregiati, che ormai secolari, sono ancora visibili: un acero di notevoli dimensioni, una sequoia, una tuya gigante. Splendida è la collezione di azalee.
Durante gli stravolgimenti del periodo di Firenze Capitale, il complesso venne interessato per l'abbattimento delle mura nel 1869 e la creazione dei viali. In quel periodo venne realizzato un ingresso monumentale al giardino sul viale Matteotti, della quale si occupò l'architetto del risanamento Giuseppe Poggi.
Dopo le distruzioni e l'incuria del periodo bellico, il giardino ebbe un magistrale restauro per opera di Pietro Porcinai. Dopo essere stato al centro di un nuovo radicale restauro, curato da Giorgio Galletti, oggi la struttura ospita un albergo della catena Four Seasons Hotels and Resorts; l'accesso al pubblico al giardino è permesso solo durante l'open day organizzato in dicembre da Four Seasons.
Il palazzo Della Gherardesca con le sue pertinenze appare nell'elenco redatto nel 1901 dalla Direzione Generale delle Antichità e Belle Arti, quale edificio monumentale da considerare patrimonio artistico nazionale.

## Descrizione

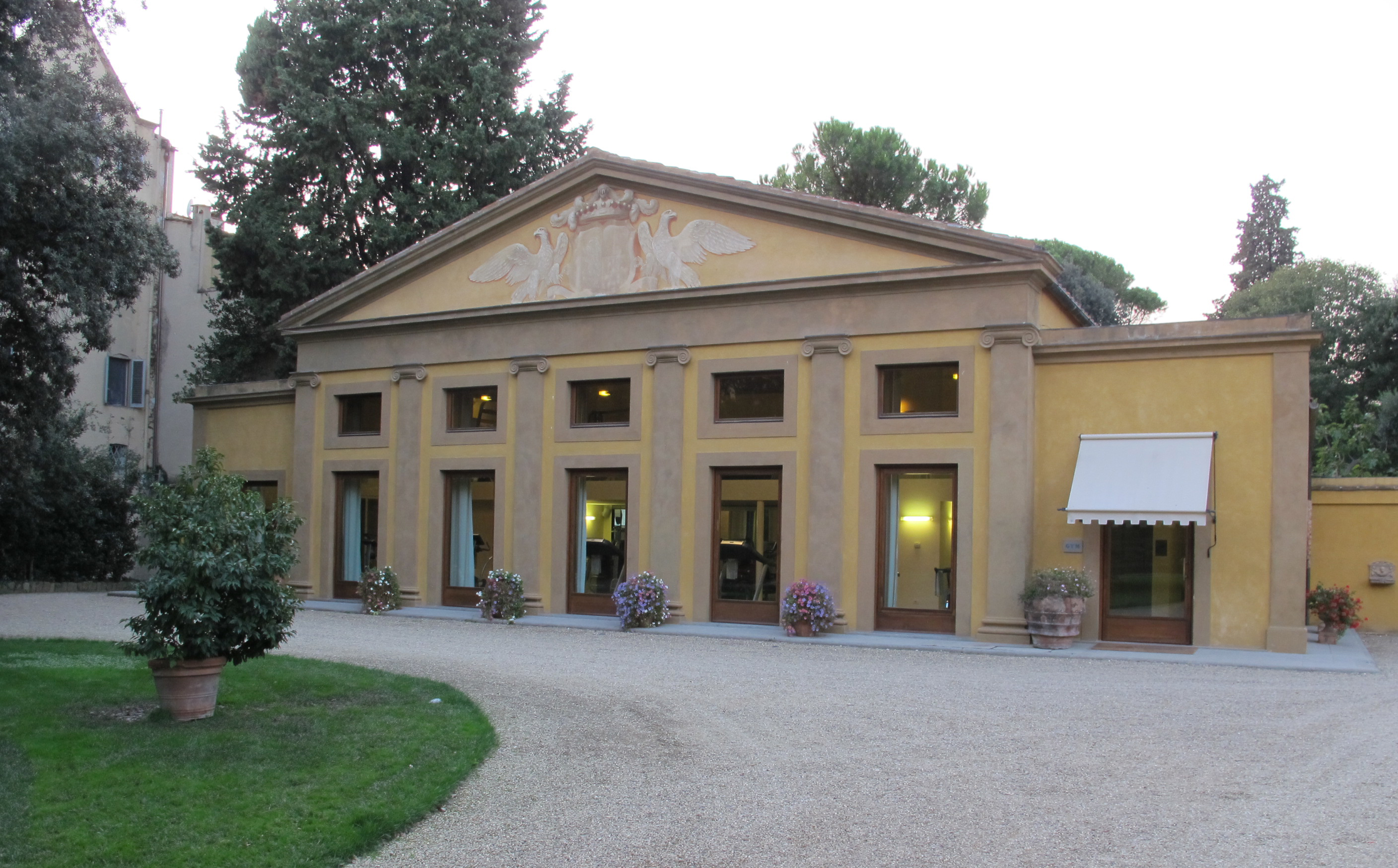
La limonaia neoclassica (oggi beauty farm dell'hotel)

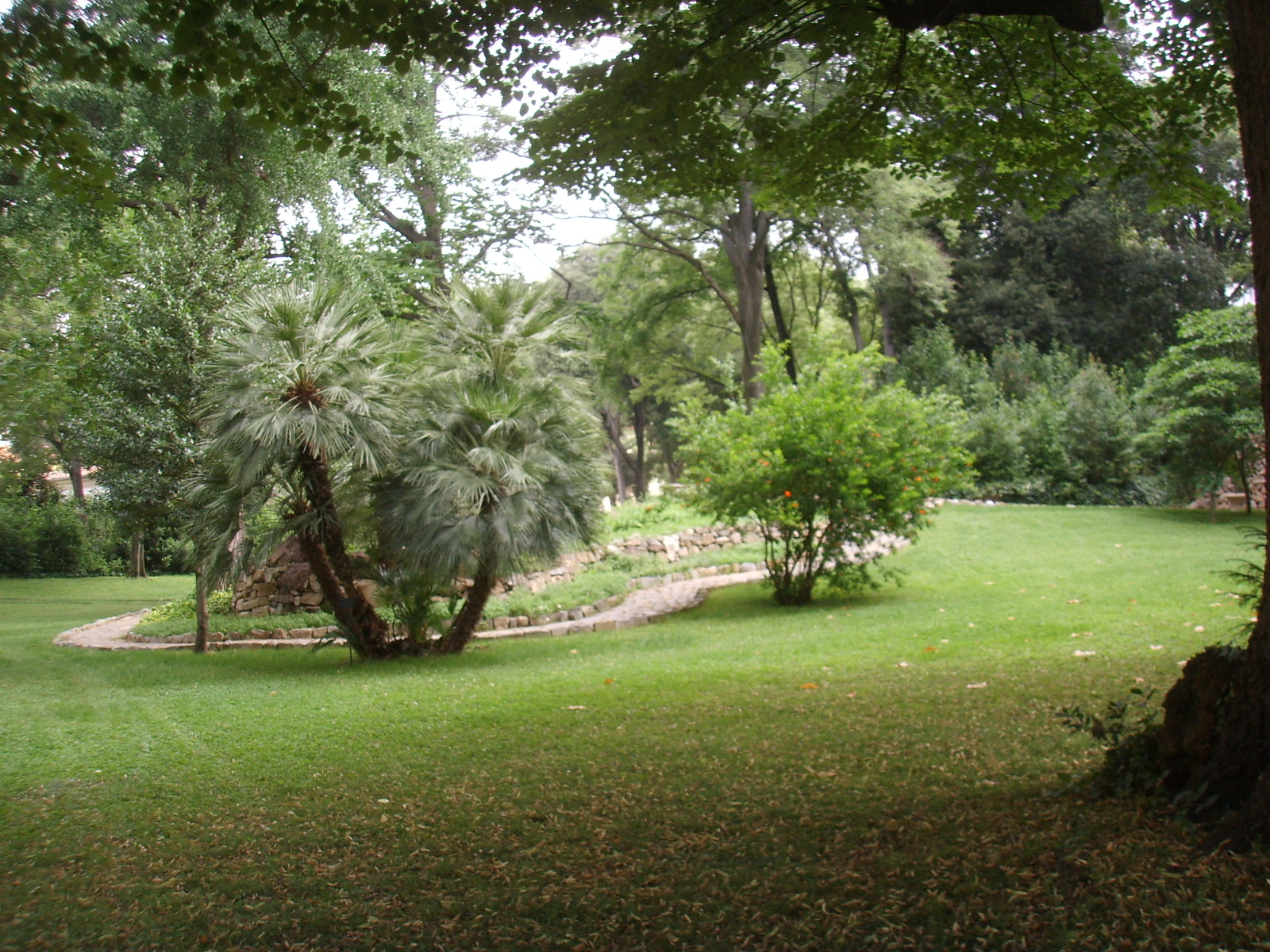
Una montagnola "all'inglese"

L'accesso su piazza Donatello è strettamente legato all'abbattimento dell'ultima cerchia di mura che qui passava e all'apertura di questo fronte della proprietà sul nuovo importante asse viario, con la conseguente necessità di dare decoro e valorizzazione a questa porzione. Ispirato agli archi onorari romani, è costituito da un grande fornice centrale con volta a lacunari cassettonati, fornito di un cancello in ferro battuto (numero civico 11), affiancato da due brevi e più bassi corpi di fabbrica con portoni (numeri civici 10 e 12). Il disegno d'insieme determina al centro un arco affiancato da due lesene e, lateralmente, due volute che coronano due corpi più bassi, il tutto in pietra. A sinistra e a destra di questa struttura sono due edifici coevi all'intervento (numeri civici 9 e 13), realizzati come "comodi quartieri per cittadini e forestieri", quindi da non considerare pertinenze del palazzo, seppure di proprietà dei Della Gherardesca. Come tra l'altro risulta dalla documentazione conservata presso l'Archivio Storico del Comune di Firenze, l'opera è da ricondurre a un progetto dello stesso Giuseppe Poggi, compresi i due edifici laterali per i quali tuttavia ci si avvalse anche dell'opera dell'ingegnere Girolamo Passeri. Sopra gli ingressi segnati dai numeri 10 e 12 sono due lapidi in marmo: la prima ricorda il conte Guido Alberto della Gherardesca come artefice del giardino del palazzo, costituito "a pubblico decoro e a delizia dei suoi" (1810); la seconda, datata 1873, riferisce invece della costruzione del nuovo ingresso e degli edifici che lo affiancano, "a maggior decoro della città dopo che per decreto del Municipio furono atterrate le mura urbane e fatte più spaziose le vie".
Il giardino vero e proprio, decantato dalla letteratura, è arricchito di un tempietto neoclassico disegnato da Giuseppe Cacialli e da una statua raffigurante Cammillo della Gherardesca, scolpita da Giovanni Battista Giovannozzi (1813). Del 1837 è il 'tepidario ionico', progettato dallo stesso Guido Alberto della Gherardesca.
La zona ovest del giardino, con un disegno all'italiana ornato da aiuole geometriche e un grande arco con decorazioni spugnose, faceva un tempo parte del palazzo convento Capponcina, con ingresso su via Gino Capponi, oggi pure appartenente alla struttura alberghiera.

### Lapidi
Le due lapidi sull'ingresso monumentale del giardino della Gherardesca sono:
| MDCCCX GUIDO ALBERTO CONTE DELLA GHERARDESCA PIANTAVA QUESTO GIARDINO E VAGAMENTE L'ORNAVA A PUBBLICO DECORO ED A DELIZIA DEI SUOI |

| MDCCCLXXIII UGOLINO CONTE DELLA GHERARDESCA COSTRUIVA QUEST'INGRESSO ED I CIRCOSTANTI EDIFIZII A MAGGIOR DECORO DELLA CITTA' DOPO CHE PER DECRETO DEL MUNICIPIO FURONO ATTERRATE LE MURA URBANE E FATTE PIÙ SPAZIOSE LE VIE |

## Bibliografia

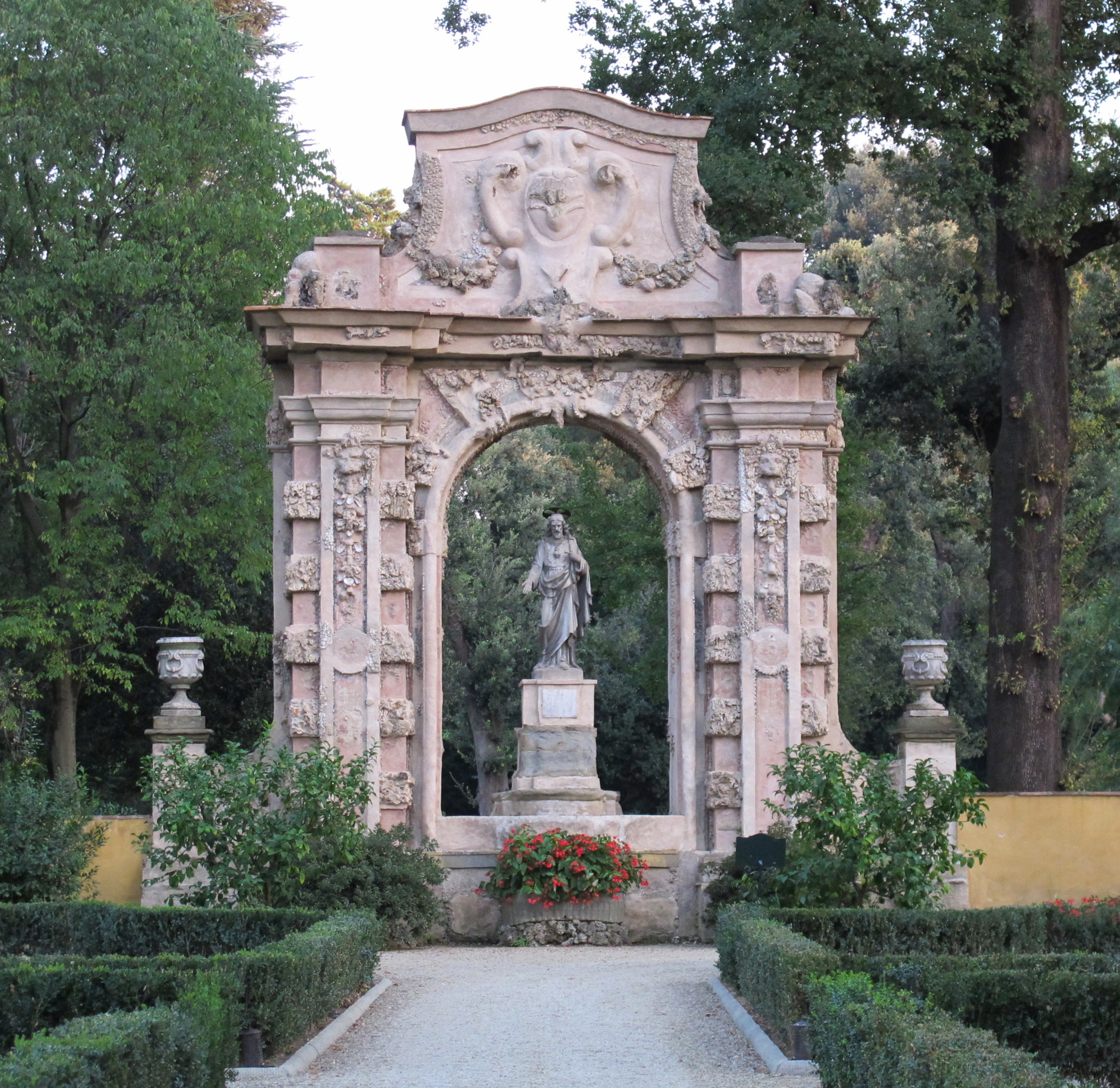
Il giardino della Capponcina

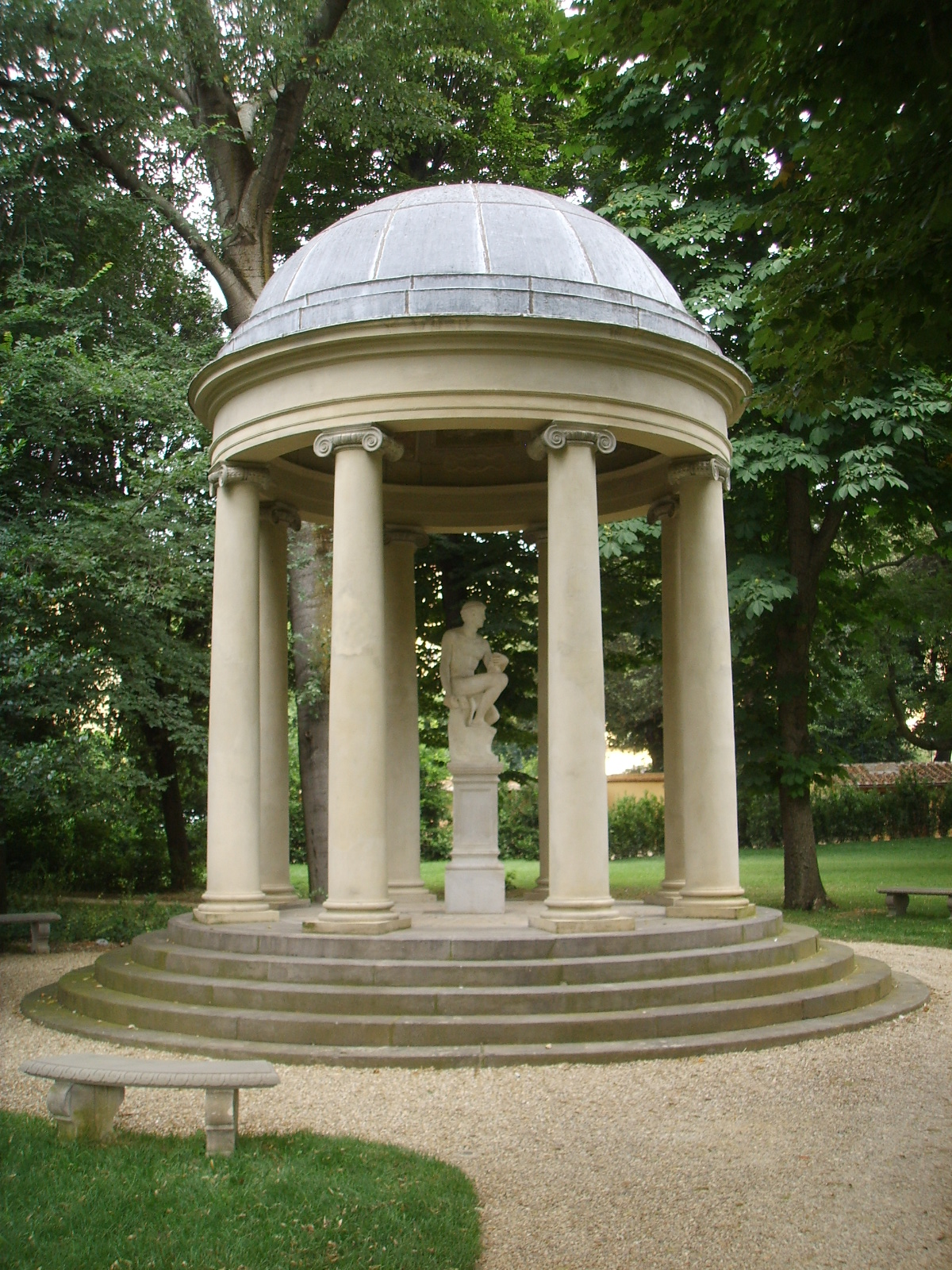
Il tempietto neoclassico

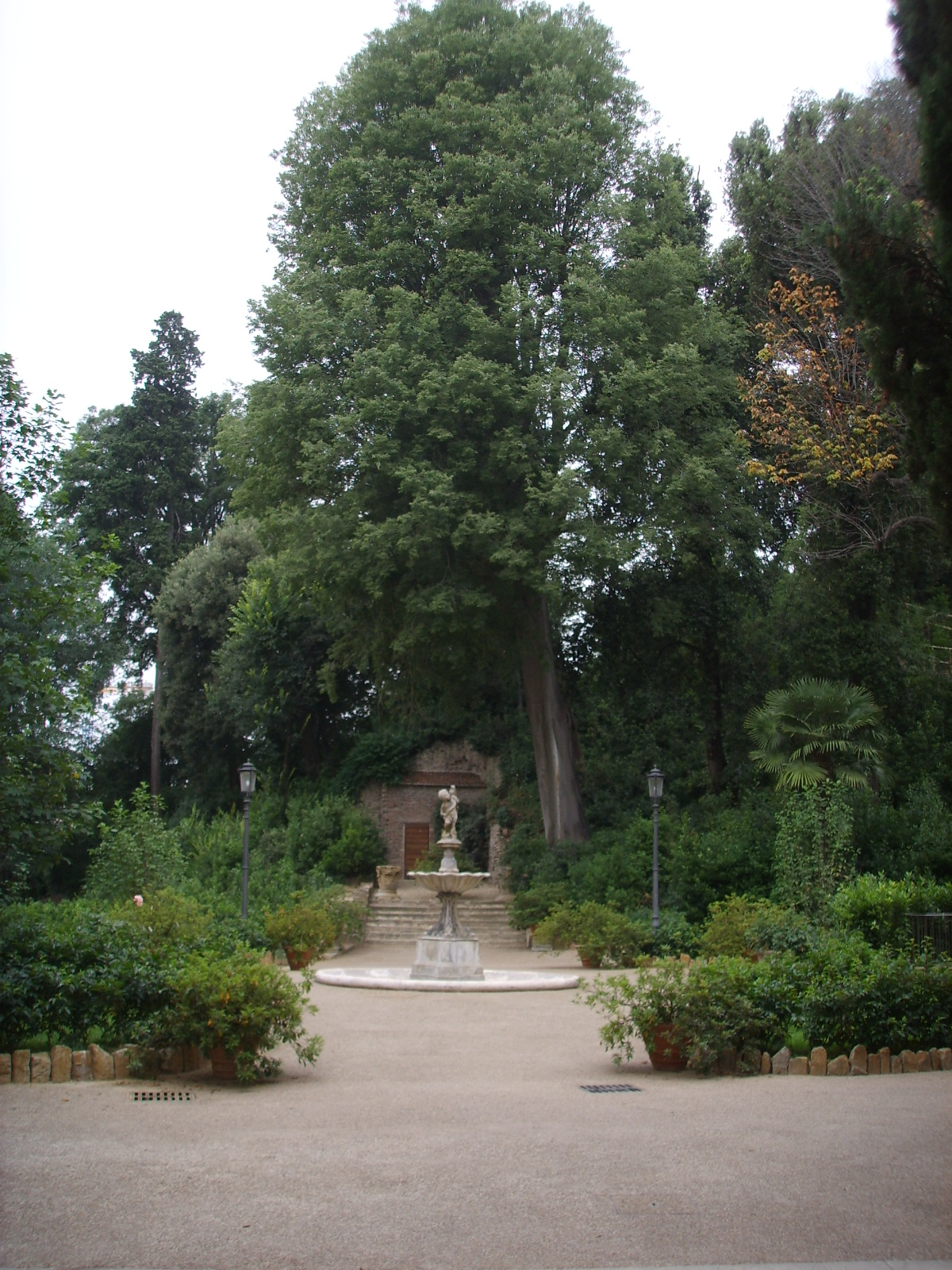
Veduta